# Hiunchuli
O Hiunchuli (em nepali: हिउँचुली) é uma montanha no maciço dos Annapurnas dos Himalaias, cujo cimo se ergue a 6 441 metros de altitude. Na realidade, é uma extensão do Annapurna Sul. Está separada do Machapuchare por um trecho estreito do vale do Modi Khola, o qual é o único acesso ao Santuário do Annapurna. É considerado um trekking peak ("pico de trekking"), isto é, uma montanha com menos de 7 000 metros cuja escalada não requer muita experiência, preparação ou equipamento.
O Hiunchuli foi escalado pela primeira vez em outubro de 1971 por uma expedição norte-americana liderada por Craig Anderson.